# Eucnemesaurus
Eucnemesaurus ist eine basale (ursprüngliche) Gattung der sauropodomorphen Dinosaurier. Sie wurde 1920 von van Hoepen erstmals wissenschaftlich beschrieben, basierend auf fragmentarischen Überresten aus der Obertrias von Südafrika (Elliot-Formation). Lange wurde diese Gattung als ungültig betrachtet – sie wurde entweder als Synonym von Euskelosaurus oder als Nomen dubium („nackter Name“) deklariert. Eine Studie von Adam Yates (2007) kommt jedoch zu dem Ergebnis, dass Eucnemesaurus mit Aliwalia identisch war, welcher traditionell für einen großen, basalen Theropoden gehalten wird und häufig den Herrerasauridae zugeordnet wurde. Yates zeigte, dass es sich tatsächlich um einen basalen Sauropodomorpha aus der Verwandtschaft der Sauropoden handelte. Da Eucnemesaurus der als erstes beschriebene Name ist, wäre Eucnemesaurus damit gültig und Aliwalia als jüngeres Synonym ungültig. Einzige Art ist Eucnemesaurus fortis.
Der Name Eucnemesaurus (gr. eu – „gut“, kneme „Unterschenkel“, sauros – „Echse“) weist auf den robusten Bau des Schienbeins.

## Systematik und Merkmale
Eine kladistische Analyse von Adam Yates (2007) kommt zu dem Ergebnis, dass Eucnemesaurus nahe mit Riojasaurus verwandt war. Um beide Gattungen zusammenzufassen, stellt Yates eine neue Gruppe auf, die Riojasauridae. Die Riojasauridae waren näher mit den Sauropoden verwandt als mit den Plateosauridae, aber basaler als die Massospondylidae.
Wie der verwandte Riojasaurus war Eucnemesaurus ein großer, robust gebauter Sauropodomorpha. Von anderen Gattungen lässt sich die Gattung laut Yates (2007) durch ein Merkmal an den Rückenwirbeln und durch zwei Merkmale der Morphologie des Trochanters, einem Abschnitt des oberen Teils des Oberschenkelknochens, abgrenzen.

## Funde
Das von van Hoepen als Eucnemesaurus beschriebene Holotyp-Material (Exemplarnummer TM 119) besteht aus Fragmenten von Rückenwirbeln, vier Schwanzwirbeln, Fragmenten des Schambeins (Pubis), dem oberen Ende des Oberschenkelknochens (Femur) sowie einem Schienbein (Tibia). Dieser Fund wurde auf dem Gelände einer Farm nahe Slabberts in der südafrikanischen Provinz Freistaat entdeckt. Das Holotyp-Material von Aliwalia rex  derweil umfasst die Enden eines linken Oberschenkelknochens. Dieser Fund stammt aus Aliwal North in der Provinz Ostkap. Ein weiterer Fund, ein unvollständiges Skelett, schließt einen Rücken- und einen Schwanzwirbel, ein Rabenbein (Coracoid), Fragmente der Schulterblätter (Scapula) sowie ein Fragment eines Oberschenkelknochens und zwei Rippenfragmente mit ein. Dieses Skelett wurde in Rosendal in der Provinz Freistaat ausgegraben.